# Église Saint-Amand de Rebaix
L'église Saint-Amand est un édifice religieux catholique sis à Rebaix, au nord de la ville de Ath, dans le Hainaut (Belgique). De style néoclassique l’église actuelle fut construite en 1789 et dédiée à saint Amand.

## Histoire
L'abbaye de Saint-Ghislain avait la collation de la cure depuis 1134.  Un pèlerinage en l'honneur de Saint Servais avait lieu dans cette église. 

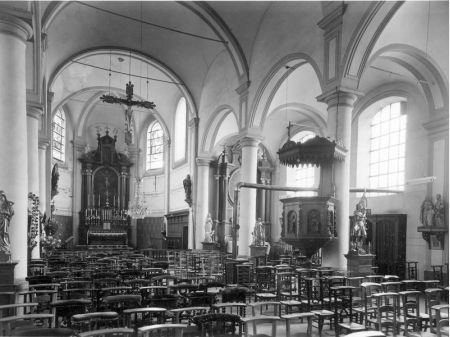
Nef de l'église (photo ancienne: on y voit encore la croix-crucifix et la chaire de vérité)

## Patrimoine
- le maître-autel à table Louis XVI.
- une croix-crucifix triomphale du XVe siècle (autrefois à l'entrée du sanctuaire).
- Deux tableaux : ‘’La Crucifixion’’, toile de l'école d'Antoine Van Dyck (au-dessus du maître-autel) et une toile représentant saint Christophe et le Christ (fin du XVIIe siècle)
- des autels latéraux du XVIIIe siècle.
- des fonts baptismaux gothiques qui datent du XVIe siècle.
- des dalles funéraires au fond de l'église.
- la chaire de vérité a été démantelée dans les années 1990 et le banc de communion a disparu.
- un ostensoir du XVIIe et un voile huméral du XVIIIe siècle se trouvent dans la sacristie.
- Les trois cloches du clocher de l’église :
  - ’Jacqueline’, une cloche de 600 kg, date de 1779. Fondue par le fondeur lorrain Simon Chevresson cette cloche sonne l'heure et la demi-heure. Elle sonne également le glas.
  - ‘Marthe Georgette’ pèse 509 kg. Fondue chez Michiels, à Tournai, après la Seconde Guerre mondiale elle remplace la cloche enlevée par l'occupant. Les parrain et marraine en sont Georges Bonamy et Marthe Masy.
  - la petite cloche, ‘Mariette Marcelle’, pèse 375 kg.  Elle sonne l’Angélus. Également fondue chez Michiels, à Tournai, après la Seconde Guerre mondiale elle remplace une autre cloche enlevée par l'occupant. Les parrain et marraine en sont Marc Chevalier et Mariette Pirson.